# Vagyim Jurjevics Karpov
Vagyim Jurjevics Karpov (Oroszul: Вадим Юрьевич Карпов) (Kotlasz, 2002. július 14. –) orosz korosztályos válogatott labdarúgó hátvéd, jelenleg a CSZKA Moszkva játékosa.

## Pályafutása

### Klubcsapatokban
2009 és 2017 között a Zenyit korosztályos csapataiban nevelkedett, majd innen került a CSZKA Moszkva akadémiájára. 2019. szeptember 19-én mutatkozott be az első csapatban a Ludogorec Razgrad ellen 5–1-re elvesztett Európa-liga csoportkör mérkőzésen, miután a klubjában több hátvéd is sérült volt. Három nappal később a bajnokságban is bemutatkozott, az FK Krasznodar csapata ellen. 17 évesen és 70 naposan a bajnokságban és a klubjában is ő lett a legfiatalabb játékos aki pályára lépett.

### A válogatottban
Többszörös orosz korosztályos válogatott.

## Statisztika
2020. december 10-i állapotnak megfelelően.
| Klub          | Szezon   | Bajnokság            | Bajnokság | Bajnokság | Kupa  | Kupa  | UEFA  | UEFA  | Egyéb | Egyéb | Összesen | Összesen |
| Klub          | Szezon   | Osztály              | Mérk.     | Gólok     | Mérk. | Gólok | Mérk. | Gólok | Mérk. | Gólok | Mérk.    | Gólok    |
| ------------- | -------- | -------------------- | --------- | --------- | ----- | ----- | ----- | ----- | ----- | ----- | -------- | -------- |
| CSZKA Moszkva | 2019–20  | Orosz Premier League | 13        | 0         | 1     | 0     | 5     | 0     | -     | -     | 19       | 0        |
| CSZKA Moszkva | 2020–21  | Orosz Premier League | 7         | 0         | 0     | 0     | 1     | 0     | -     | -     | 8        | 0        |
| Összesen      | Összesen | Összesen             | 20        | 0         | 1     | 0     | 6     | 0     | 0     | 0     | 27       | 0        |